# ويرت وليامز
ويرت وليامز (بالإنجليزية: Wirt Williams)‏ هو كاتب وصحفي أمريكي، ولد في 21 أغسطس 1921 في غودمان في الولايات المتحدة، وتوفي في 29 يونيو 1986 في هوليوود في الولايات المتحدة بسبب سكتة.

## وصلات خارجية
- ويرت وليامز على موقع IMDb (الإنجليزية)
- ويرت وليامز على موقع قاعدة بيانات الفيلم (الإنجليزية)